# Xếp hạng khách sạn
Xếp hạng khách sạn thường được sử dụng để phân loại chất lượng khách sạn. Cùng với sự phát triển của tiêu chuẩn Đánh giá khách sạn, các khái niệm mới, các định nghĩa liên quan nối tiếp ra đời. Từ mục đích ban đầu chỉ nhằm thông báo trước cho khách du lịch các đánh giá khách quan dựa trên chỉ tiêu cơ bản được kiểm chứng, thử thách; việc Xếp hạng khách sạn đã trở thành thiết yếu, nhằm mục đích quảng bá, khẳng định tên tuổi của một khách sạn khi được đạt "chuẩn".
Đã có hàng loạt các đề án đánh giá được sử dụng bởi các tổ chức khác nhau trên khắp thế giới. Các hệ thống quốc gia về phân loại khách sạn rất khác nhau trên cả phương diện phân loại lẫn phương pháp phân cấp bằng các chữ cái, các con số, số sao, vương miện,... và có tính chất bắt buộc hoặc tự nguyện. Có hệ thống sử dụng các ngôi sao (*) như một biểu tượng cho cấp độ phân loại của khách sạn, càng nhiều ngôi sao cho thấy sự tiện nghi hơn, sang trọng hơn, cao cấp hơn. Năm 1958, Tạp chí Forbes Travel, tên cũ là Mobil Travel, đầu tiên đưa ra hệ thống đánh giá bằng ngôi sao. Tổ chức AAA và các cơ quan có liên quan thì lại sử dụng kim cương thay vì của các ngôi sao để xếp hạng thể hiện cấp độ của khách sạn và nhà hàng. Một số hệ thống xếp hạng khác lại sử dụng các chữ cái từ A, B, C, D, E đến F để biểu trưng.
Trong những năm gần đây, các hệ thống đánh giá khách sạn cũng đã bị chỉ trích bởi đa số cho rằng các tiêu chí đánh giá cho hệ thống như vậy là quá phức tạp và khó khăn cho người tìm hiểu (ở đây là khách du lịch). Việc thiếu một hệ thống thống nhất trên phạm vi toàn cầu cho các xếp hạng khách sạn cũng có thể làm mất đi giá trị của các tiêu chuẩn đánh giá.

## Một số hệ thống xếp hạng khách sạn
Việc định nghĩa chính xác những yếu tố cấu thành một khách sạn và điều kiện để xếp hạng khách sạn được đặt ra với hơn một trăm hệ thống phân loại khách sạn trên thế giới, được điều hành bởi chính phủ hoặc các cơ quan đại diện.
Từ năm 1962 đến nay, Tổ chức Du lịch Thế giới (World Tourism Organisation, WTO) đã ra sức xây dựng một hệ thống xếp hạng khách sạn được công nhận toàn cầu. Những đề xuất tương tự đã và đang được xem xét bởi Hiệp hội Khách sạn Quốc tế (International Hotel Association, IHA). Năm 1995, khắp thế giới có khoảng hơn 100 hệ thống phân loại được sử dụng, phần lớn là dựa vào mô hình của WTO nhưng được tùy biến cho phù hợp với điều kiện địa phương.

### Tiêu chuẩn tại châu Âu
HOTREC (viết tắt của cụm từ "Hotels, Restaurants & Cafés in Europe", nghĩa là Khách sạn, Nhà hàng & quán cà phê ở châu Âu) là một tổ chức bảo trợ cho 39 hiệp hội từ 24 quốc gia châu Âu. Tại một hội nghị ở Bergen năm 2004, các bên tham gia đã soạn thảo một hệ thống phân loại khách sạn để hài hòa các tiêu chuẩn tại các quốc gia. Trong năm 2007, HOTREC khởi động dự án đánh giá Chất lượng Khách sạn châu Âu (EHQ - European Hospitality Quality) mà từ đó đã được các cơ quan quốc gia có mặt kiểm tra công nhận để xếp hạng của khách sạn.
Dưới sự bảo trợ của HOTREC, các hiệp hội khách sạn của Áo, Cộng hòa Séc, Đức, Hungary, Hà Lan, Thụy Điển và Thụy Sĩ đã soạn thảo Hotelstars Union (HU) . Vào ngày 14/09/2009, hệ thống phân loại HU được công bố tại một hội nghị ở Prague. Hệ thống này bắt đầu có hiệu lực tại các quốc gia tham gia trong tháng 1 năm 2010, trừ Hungary, Thụy Sĩ và Hà Lan đã lựa chọn ngày khác áp dụng sự thay đổi này.

### Tiêu chuẩn xếp hạng khách sạn ở Việt Nam
Tại Việt Nam, khách sạn đạt tiêu chuẩn xếp hạng từ 1 đến 5 sao theo Tiêu chuẩn quốc gia TCVN 4391: 2009: là khách sạn có cơ sở vật chất, trang thiết bị, chất lượng phục vụ cao, đáp ứng được nhu cầu đa dạng của khách du lịch về ăn, nghỉ, sinh hoạt, giải trí theo tiêu chuẩn của từng hạng, phù hợp với tiêu chuẩn quốc tế, được đánh giá thông qua các tiêu chí:
1. Vị trí, kiến trúc
2. Trang thiết bị, tiện nghi phục vụ
3. Dịch vụ và mức độ phục vụ
4. Nhân viên phục vụ
5. Vệ sinh

Theo đó, tùy theo từng cấp độ của từng tiêu chí mà đánh giá xếp hạng khách sạn.
Yêu cầu về vị trí, kiến trúc 
| Các chỉ tiêu                         | 1 sao (*) | 2 sao (**) | 3 sao (***) | 4 sao (****) | 5 sao (*****) |
| 1. Vị trí                            | - Giao thông thuận tiện - Môi trường, cảnh quan đảm bảo vệ sinh | - Giao thông thuận tiện - Môi trường, cảnh quan đảm bảo vệ sinh | - Giao thông thuận tiện - Môi trường cảnh quan sạch, đẹp | - Giao thông thuận tiện - Môi trường cảnh quan sạch, đẹp | - Giao thông thuận tiện - Môi trường cảnh quan sạch, đẹp |
| 2. Thiết kế kiến trúc                | - Thiết kế kiến trúc đạt tiêu chuẩn, có thể sử dụng thiết kế mẫu | - Thiết kế kiến trúc đạt tiêu chuẩn, vật liệu xây dựng tốt | - Kiến trúc, xây dựng đẹp, vật liệu xây dựng tốt, nội ngoại thất được thiết kế hợp lý | - Kiến trúc, xây dựng kiểu dáng đẹp, vật liệu xây dựng chất lượng cao, nội ngoại thất được thiết kế hợp lý, đẹp | - Kiến trúc cá biệt, kiểu dáng đẹp, vật liệu xây dựng cao cấp. Nội ngoại thất được thiết kế đẹp, trang nhã, toàn cảnh được thiết kế thống nhất |
| 3. Quy mô khách sạn (số lượng buồng) | - Có tối thiểu 10 buồng | - Có tối thiểu 20 buồng | - Có tối thiểu 50 buồng | - Có tối thiểu 80 buồng | - Có tối thiểu 100 buồng |
| 4. Không gian xanh                   | - Chậu cây xanh đặt ở những nơi công cộng | - Có sân trời, chậu cây xanh ở những nơi công cộng | - Có sân, vườn cây xanh (Không bắt buộc đối với các khách sạn ở trung tâm thành phố) | - Không bắt buộc đối với các khách sạn ở trung tâm thành phố) | - Có sân và vườn rộng (Không bắt buộc đối với các khách sạn ở trung tâm thành phố) |
| 5. Khu vực gửi xe                    | - Có nơi gửi xe cho khách ngoài khu vực khách sạn | - Có nơi gửi xe cho khách ngoài khu vực khách sạn | - Có nơi gửi xe cho khách ngoài khu vực khách sạn | - Nơi gửi xe trong khu vực khách sạn, đủ cho 30 % tổng số buồng (Không bắt buộc đối với các khách sạn xây dựng trước ngày 1/1/1995) | Nơi gửi xe trong khu vực khách sạn, đủ cho 50 % tổng số buồng (Không bắt buộc đối với các khách sạn xây dựng trước ngày 1/1/1995) |
| 6. Các loại phòng ăn, uống           | - Phòng ăn - Bar thuộc phòng ăn | - Phòng ăn - Bar thuộc phòng ăn | - Các phòng ăn - Bar | - Các phòng ăn Âu, Á - Các phòng tiệc - Phòng ăn đặc sản - Bar - Bar đêm (có sàn nhảy và dàn nhạc) | - Các phòng ăn Âu, Á - Các phòng tiệc - Các phòng ăn đặc sản - Các bar - Bar đêm (có sàn nhảy và dàn nhạc) |
| 7. Khu phục vụ hành chính            | - Phòng làm việc của Giám đốc, Phó Giám đốc - Phòng nghiệp vụ chuyên môn - Phòng trực (chung cho tất cả các buồng trong khách sạn) - Phòng cho nhân viên phục vụ: + Phòng thay quần áo + Phòng tắm, vệ sinh- Kho để đồ - Khu bếp, kho bảo quản thực phẩm Khu bếp: Tường ốp gạch men sứ, cao tối thiểu 2 m, sàn lát vật liệu chống trơnCó hệ thống thông gió tốt | - Phòng làm việc của Giám đốc, Phó Giám đốc - Phòng nghiệp vụ chuyên môn - Phòng trực (chung cho tất cả các buồng trong khách sạn) - Phòng cho nhân viên phục vụ: + Phòng thay quần áo + Phòng tắm, vệ sinh- Kho để đồ - Khu bếp, kho bảoquản thực phẩm Khu bếp: Tường ốp gạch men sứ, cao tối thiểu 2 m sàn lát vật liệu chống trơn.Có hệ thống thông gió tốt | - Phòng làm việc của Giám đốc, Phó Giám đốc - Phòng tiếp khách - Các phòng nghiệp vụ chuyên môn, kỹ thuật - Phòng trực tầng - Phòng cho nhân viên phục vụ: + Phòng thay quần áo riêng cho nam và nữ + Phòng tắm, vệ sinh riêng cho nam và nữ- Khu giặt là - Kho để đồ - Khu bếp, kho bảo quản thực phẩm Khu bếp: +Tường phải ốp gạch men sứ, cao tối thiểu 2 m, sàn lát vật liệu chống trơn +Khu vực chế biến thức ăn nóng, nguội được tách riêngCó hệ thống thông gió tốt | - Phòng làm việc của Giám đốc, Phó Giám đốc - Phòng tiếp khách - Các phòng nghiệp vụ chuyên môn, kỹ thuật - Phòng trực tầng - Phòng cho nhân viên phục vụ: + Phòng thay quần áo riêng cho nam và nữ + Phòng tắm, vệ sinh riêng cho nam và nữ + Phòng ăn cho nhân viên phục vụ - Khu giặt là - Kho để đồ - Khu bếp, kho bảo quản thực phẩm Khu bếp: + Tường ốp gạch men sứ, cao tối thiểu 2 m, sàn lát vật liệu chống trơn + Khu vực chế biến thực ăn nóng, nguội, bếp bánh riêng biệt + Trang bị đủ kho lạnh, các kho đủ thông thoáng + Có cửa cách âm, cách nhiệt và cách mùi, phòng đệm giữa bếp và phòng ăn. Có hệ thống thông gió tốt | - Phòng làm việc của Giám đốc, Phó Giám đốc - Phòng tiếp khách - Các phòng nghiệp vụ chuyên môn, kỹ thuật - Phòng trực tầng - Phòng cho nhân viên phục vụ: + Phòng thay quần áo riêng cho nam và nữ + Phòng tắm, vệ sinh riêng cho nam và nữ + Phòng ăn cho nhân viên phục vụ - Khu giặt là - Kho để đồ - Khu bếp, kho bảo quản thực phẩm Khu bếp: +Tường ốp gạch men sứ, cao tối thiểu 2 m, sàn lát vật liệu chống trơn + Khu vực chế biến thức ăn nóng, nguội riêng biệt + Trang bị đủ kho lạnh, các kho đủ thông thoáng + Có cửa cách âm, cách nhiệt và cách mùi, phòng đệm giữa bếp và phòng ăn. Có hệ thống thông gió tốt |

Yêu cầu về trang thiết bị, tiện nghi
| Các chỉ tiêu | 1 sao (*) | 2 sao (**) | 3 sao (***) | 4 sao (****) | 5 sao (*****) |
| 1. Yêu cầu về chất lượng mỹ thuật các trang thiết bị trong các khu vực (tiếp tân, buồng, phòng ăn, bếp và các dịch vụ khác) | - Chất lượng đảm bảo Bài trí hài hoà (Tham khảo Phụ lục 3) Đối với buồng ngủ: - Trang trí nội thất hài hoà, đủ ánh sáng lượng khá | - Chất lượng khá. Bài trí hài hoà (Tham khảo Phụ lục 3) Đối với buồng ngủ: - Trang trí nội thất hài hoà, đủ ánh sáng. Trang thiết bị đồng bộ, chất lượng tốt | - Đồng bộ, chất lượng tốt. Bài trí hài hoà (Tham khảo phụ lục 3) Đối với buồng ngủ: - Trang trí nội thất hài hoà, đủ ánh sáng. Trang thiết bị đồng | - Đồng bộ, chất lượng cao. Bài trí hài hoà, thuận tiện (Tham khảo Phụ lục 3) Đối với buồng ngủ: - Trang trí nội thất đẹp, hài hoà, đủ ánh sáng. Trang thiết bị đồng bộ, chất lượng cao.                                                                                      | - Đồng bộ, hiện đại, chất lượng cao, trang trí nghệ thuật, hấp dẫn (khuyến khích mang tính dân tộc). (Tham khảo Phụ lục 3) Đối với buồng ngủ: - Trang trí nội thất đẹp, hài hoà, đủ ánh sáng. Trang thiết bị đồng bộ, hiện đại chất lượng cao |
| 2. Yêu cầu về thảm | | | - Có thảm trải toàn bộ trong buồng ngủ | - Có thảm chất lượng cao trải toàn bộ trong buồng ngủ, hành lang, cầu thang. | - Có thảm trải chất lượng cao trải toàn bộ trong buồng ngủ, hành lang, cầu thang |
| 3. Thiết bị điều hoà thông thoáng trong các khu vực chung                                                                   | - Đảm bảo thông thoáng ở các khu vực                                                                                              | - Đảm bảo thông thoáng ở các khu vực | - Có điều hoà nhiệt độ ở các khu vực công cộng | - Có điều hoà nhiệt độ ở các khu vực công cộng | - Có điều hoà nhiệt độ trung tâm ở các khu vực công cộng |
| 4. Hệ thống lọc nước | | | | - Có hệ thống lọc nước, có thể uống trực tiếp. | - Có hệ thống lọc nước, có thể uống trực tiếp |
| 5. Thang máy | - Từ 4 tầng trở lên có thang máy riêng cho khách, cho nhân viên phục vụ và hàng hoá                                               | - Từ 4 tầng trở lên có thang máy riêng cho khách, cho nhân viên phục vụ và hàng hoá | - Từ 3 tầng trở lên có thang máy riêng cho khách, cho nhân viên phục vụ và hàng hoá | - Từ 3 tầng trở lên có thang máy riêng cho khách, cho nhân viên phục vụ và hàng hoá - Có thang máy phục vụ khách bị tàn tật | - Từ 3 tầng trở lên có thang máy riêng cho khách, cho nhân viên phục vụ và hàng hoá - Có thang máy phục vụ khách bị tàn tật |
| 6. Trang thiết bị buồng ngủ                                                                                                 | Xem Phụ lục số 1 | - Như 1 sao Có thêm: Đồ vải: + Tấm phủ chăn + Tấm phủ giưòng Đồ điện : + Chuông gọi cửa + Ti vi cho 90 % tổng số buồng, có ăng ten vệ tinh + Điều hoà nhiệt độ cho 90 % tổng số buồng + Tủ lạnh cho 90 % tổng số buồng Các loại khác : + Bàn chải đánh giầy, bàn chải quần áo | - Như 2 sao Có thêm: Đồ gỗ : + Bàn salon, 2 ghế + Bàn trang điểm, ghế Đồ điện: + Ti vi cho 100% tổng số buồng + Điều hoà nhiệt độ cho 100 % tổng số buồng + Tủ lạnh (mini bar) cho 100% tổng số buồng + Thiết bị báo cháy Các loại khác : + Tranh treo tường + Bộ đồ ăn hoa quả, dụng cụ mở bia, rượu + Mút đánh giầy | - Như 3 sao Có thêm: Đồ điện : + Bảng điều khiển cạnh giường (điều khiển các đồ điện) + Ti vi màu với mạch VIDEO cho 100% tổng số buồng, có trung tâm phát hình của khách sạn. + Radio casette hoặc hệ thống nhạc trung tâm của khách sạn + Máy FAX cho những buồng đặc biệt | + Ổ khoá điện từ dùng thẻ |
| 7. Trang thiết bị phòng vệ sinh                                                                                             | - Xem Phụ lục số 2 | - Như 1 sao | - Như 2 saoCó thêm: + Bồn tắm nằm (hoặc phòng tắm kính) cho 50 % tổng số buồng + Điện thoại + Máy sấy tóc + Màn che bồn tắm + Mũ tắm + Nước gội đầu + Dao cạo râu + Bông ngoáy tai + Túi ny lông để bỏ giấy vệ sinh phụ nữ                                                                                            | - Như 3 saoCó thêm: + Bồn tắm nằm (hoặc phòng tắm kính) cho 100 % tổng số buồng + Áo choàng sau khi tắm | - Như 4 saoCó thêm: + Bồn tắm nằm (cho 100% số buồng)và phòng tắm kính (cho 30% tổng số buồng + Dầu xoa da + Cân kiểm tra sức khoẻ + Thiết bị vệ sinh cho phụ nữ (biđê) + Băng vệ sinh phụ nữ                                                 |

Yêu cầu các dịch vụ trong khách sạn và mức độ phục vụ
| Các chỉ tiêu                | 1 sao (*) | 2 sao (**) | 3 sao (***) | 4 sao (****) | 5 sao (*****) |
| 1. Phục vụ buồng            | - Thay ga, gối giường ngủ 1 lần/ 2 ngày - Thay khăn mặt, khăn tắm 1 lần/1 ngày - Vệ sinh phòng hàng ngày, niêm phong thiết bị vệ sinh và cốc - Nhân viên trực buồng 24/24h | - Như 2 sao Có thêm: - Đặt phong bì, giấy viết thư, bản đồ thành phố | - Đồng bộ, chất lượng tốt. Bài trí hài hoà (Tham khảo Phụ lục 3) Đối với buồng ngủ: - Trang trí nội thất hài hoà, đủ ánh sáng. Trang thiết bị đồng bộ | - Như 3 sao Có thêm: - Thay khăn mặt, khăn tắm 2 lần/ 1 ngày - Đặt hoa tươi (hàng ngày) - Đặt quả tươi (hàng ngày) - Đặt báo, tạp chí (hàng ngày) | - Như 4 sao Có thêm: - Vệ sinh phòng 2 lần/ 1 ngày |
| 2. Phục vụ ăn uống          | - Số giờ phục vụ ăn, uống, giải khát từ 6 đến 22 giờ - Các loại dịch vụ ăn, uống: phục vụ các món ăn Âu, Á, tiệc với số lượng các món ăn hạn chế và các món ăn dễ chế biến; phục vụ một số loại nước giải khát thông dụng | - Số giờ phục vụ ăn, uống, giải khát từ 6 đến 22 giờ - Phục vụ ăn, uống tại buồng nếu khách có yêu cầu - Các dịch vụ ăn, uống: phục vụ các món ăn Âu, Á, tiệc với số lượng món ăn phong phú hơn và các loại món ăn chế biến đòi hỏi kỹ thuật cao hơn so với các khách sạn 1 sao; phục vụ một số loại nước giải khát | - Số giờ phục vụ ăn, uống, giải khát từ 6 đến 24 giờ - Phục vụ ăn uống tại buồng nếu khách có yêu cầu - Các dịch vụ ăn, uống: phục vụ các món ăn Âu, Á, tiệc với số lượng phong phú, chế biến được các món ăn có kỹ thuật cao, đảm bảo chất lượng tốt; phục vụ nước giải khát các loại (do khách sạn tự pha chế)                                           | - Số giờ phục vụ ăn, uống, giải khát từ 6 đến 24 giờ - Phục vụ ăn uống tại buồng nếu khách có yêu cầu - Phòng ăn đặc sản phục vụ từ 6 – 24 giờ - Các dịch vụ ăn uống: phục vụ các món ăn Âu, Á, tiệc cao cấp; phục vụ nước giải khát các loại (do khách sạn tự pha chế). Món ăn, đồ uống chất lượng cao, thực đơn thường xuyên thay đổi - Phục vụ ăn sáng tự chọn                                                | - Số giờ phục vụ ăn, uống, giải khát 24/24 giờ - Phục vụ ăn uống tại buồng nếu khách có yêu cầu - Phòng ăn đặc sản phục vụ từ 6 – 24 giờ - Các dịch vụ ăn uống: phục vụ các món ăn Âu, Á, tiệc cao cấp, có đặc sản Việt Nam, quốc tế; phục vụ nước giải khát các loại (do khách sạn tự pha chế). Món ăn, đồ uống chất lượng cao, thực đơn thường xuyên thay đổi - Phục vụ ăn sáng tự chọn |
| 3. Các dịch vụ bổ sung khác | -Đón tiếp (Reception) trực 24/24 giờ - Nhận giữ tiền và đồ vật quý (tại lễ tân) - Đổi tiền ngoại tệ - Dịch vụ bưu điện gửi thư cho khách - Đánh thức khách - Chuyển hành lý cho khách từ xe lên buồng ngủ - Giặt là - Dịch vụ y tế, cấp cứu: có tủ thuốc với các loại thuốc cấp cứu thông dụng - Điện thoại công cộng - Điện thoại trong phòng: Gọi được liên tỉnh và Quốc tế thông qua điện tín viên | - Như 1 sao Có thêm: - Nhận giữ tiền và đồ vật quý (có phòng an toàn) - Quầy lưu niệm, mỹ phẩm - Lấy vé máy bay, tầu xe | - Như 2 sao Có thêm: - Cho thuê văn hoá phẩm, dụng cụ thể thao - Phòng họp - Phòng khiêu vũ - Dịch vụ xe taxi (có xe ô tô của khách sạn) - Các dịch vụ: Bán tem, gửi thư, fax, rửa ảnh, đánh máy, photocopy - Dịch vụ thông tin - Điện thoại trong buồng: Gọi được liên tỉnh, thành phố trực tiếp từ phòng - Bể bơi (vùng biển) - Xe đẩy cho người tàn tật | - Như 3 sao Có thêm: - Cửa hàng lưu niệm, bách hoá, mỹ phẩm (thay quầy lưu niệm mỹ phẩm) - Phòng cắt tóc nam, nữ - Lấy vé xem nhạc, kịch - Giặt là lấy ngay trong ngày - Đánh giầy, sửa chữa giầy. - Chụp ảnh, quay Video - Phòng hội nghị có phiên dịch - Dàn nhạc - Dịch vụ dịch thuật - Câu lạc bộ giải trí - Phòng tập thể thao - Phòng xông hơi, xoa bóp - Phòng y tế nhỏ - Bể bơi - Sân tennis (vùng biển) | - Như 4 sao Có thêm: - Phòng chiếu phim hoặc hoà nhạc - Phòng hội nghị với các thiết bị phục vụ hội nghị và thiết bị dịch thuật - Cho thuê ô tô (khách tự lái) - Thông tin: Bưu điện và quầy thông tin - May đo - Dịch vụ thẩm mỹ - Sân tennis - Dịch vụ cho người tàn tật (tiện nghi, phòng cho người tàn tật, người phục vụ) - Trông giữ trẻ                                            |

Yêu cầu về nhân viên phục vụ 
| Các chỉ tiêu                        | 1 sao (*) | 2 sao (**) | 3 sao (***) | 4 sao (****) | 5 sao (*****) |
| 1. Chuyên môn, nghiệp vụ, hình thức | Đối với cán bộ quản lý khách sạn (Giám đốc) - Trình độ văn hoá: Đại học - Trình độ chuyên môn: + Đã qua khoá học quản trị kinh doanh khách sạn tối thiểu 3 tháng + Đã công tác tại khách sạn tối thiểu 1 năm - Trình độ ngoại ngữ: biết một ngoại ngữ thông dụng (bằng B), đủ khả năng giao tiếp - Hình thức bên ngoài: không có dị tật, có khả năng giao tiếp | Đối với cán bộ quản lý khách sạn (Giám đốc) - Trình độ văn hoá: Đại học - Trình độ chuyên môn: + Đã qua khoá học quản trị kinh doanh khách sạn hoặc quản lý kinh tế du lịch tối thiểu 3 tháng (nếu không phải là đại học chuyên ngành) + Đã công tác tại khách sạn tối thiểu 1 năm - Trình độ ngoại ngữ: biết một ngoại ngữ thông dụng(bằng B), đủ khả năng giao tiếp - Hình thức bên ngoài: không có dị tật, có khả năng giao tiếp | Đối với cán bộ quản lý khách sạn (Giám đốc) - Trình độ văn hoá: Đại học - Trình độ chuyên môn: + Đã qua khoá học quản trị kinh doanh khách sạn hoặc quản lý kinh tế du lịch tối thiểu 6 tháng (nếu không phải là đại học chuyên ngành) + Đã tham gia công tác quản lý (từng phần) trong khách sạn tối thiểu 2 năm - Trình độ ngoại ngữ: biết một ngoại ngữ thông dụng (bằng C), giao tiếp thông thạo - Hình thức bên ngoài: không có dị tật, phong cách giao tiếp lịch sự, sang trọng | Đối với cán bộ quản lý khách sạn (Giám đốc) - Trình độ văn hoá: Đại học - Trình độ chuyên môn: + Đã qua khoá học quản trị kinh doanh khách sạn hoặc quản lý kinh tế du lịch tối thiểu 1 năm (nếu không phải là đại học chuyên ngành) + Đã tham gia công tác quản lý (từng phần) trong khách sạn tối thiểu 3 năm - Trình độ ngoại ngữ: biết một ngoại ngữ thông dụng ở mức độ thông thạo - Hình thức bên ngoài: không có dị tật, phong cách giao tiếp lịch sự, sang trọng | Đối với cán bộ quản lý khách sạn (Giám đốc) - Trình độ văn hoá: Đại học - Trình độ chuyên môn: + Đã qua khoá học quản trị kinh doanh khách sạn hoặc quản lý kinh tế du lịch tối thiểu 1 năm (nếu không phải là đại học chuyên ngành) + Đã tham gia công tác quản lý (từng phần) trong khách sạn tối thiểu 3 năm - Trình độ ngoại ngữ: biết một ngoại ngữ thông dụng ở mức độ thông thạo - Hình thức bên ngoài: không có dị tật, phong cách giao tiếp lịch sự, sang trọng |
|                                     | Đối với nhân viên phục vụ : - Tỷ lệ được đào tạo chuyên môn, nghiệp vụ (trừ những lao động đơn giản): 90% - Ngoại ngữ: Nhân viên trực tiếp phục vụ biết 1 ngoại ngữ thông dụng trong phạm vi giao dịch - Ngoại hình cân đối, không có dị tật, có khả năng giao tiếp (đặc biệt đối với nhân viên trực tiếp phục vụ)                                             | Đối với nhân viên phục vụ: - Tỷ lệ được đào tạo chuyên môn, nghiệp vụ (trừ những lao động đơn giản): 95% - Ngoại ngữ: Nhân viên trực tiếp phục vụ biết 1 ngoại ngữ thông dụng trong phạm vi giao dịch - Ngoại hình cân đối, không có dị tật, có khả năng giao tiếp (đặc biệt đối với nhân viên trực tiếp phục vụ) | Đối với nhân viên phục vụ: -Tỷ lệ được đào tạo chuyên môn, nghiệp vụ (trừ những lao động đơn giản): 100% - Ngoại ngữ: Nhân viên trực tiếp phục vụ biết 1 ngoại ngữ thông dụng ở mức độ thông thạo - Ngoại hình cân đối, không có dị tật, có khả năng giao tiếp (đặc biệt đối với nhân viên trực tiếp phục vụ) | Đối với nhân viên phục vụ: -Tỷ lệ được đào tạo chuyên môn, nghiệp vụ (trừ những lao động đơn giản): 100% Ngoại ngữ: Nhân viên trực tiếp phục vụ biết 1 ngoại ngữ thông dụng ở mức độ thông thạo Riêng tiếp tân viên, điện thoại viên, Maitre d’ Hotel (mét-đô-ten): biết 1 ngoại ngữ thông thạo và 1 ngoại ngữ trong phạm vi giao tiếp - Ngoại hình cân đối, không có dị tật, có khả năng giao tiếp (đặc biệt đối với nhân viên trực tiếp phục vụ)                       | Đối với nhân viên phục vụ: -Tỷ lệ được đào tạo chuyên môn, nghiệp vụ (trừ những lao động đơn giản): 100% - Ngoại ngữ: Nhân viên trực tiếp phục vụ biết 1 ngoại ngữ thông dụng ở mức độ thông thạo Riêng tiếp tân viên, điện thoại viên, Maitre d’ Hotel (mét-đô-ten): biết 2 ngoại ngữ ở mức thông thạo - Ngoại hình cân đối, không có dị tật, có khả năng giao tiếp (đặc biệt đối với nhân viên trực tiếp phục vụ)                                                      |
| 2. Chất lượng và thái độ phục vụ    | - Chất lượng phục vụ và thái độ phục vụ tốt | - Chất lượng phục vụ và thái độ phục vụ tốt | - Chất lượng phục vụ và thái độ phục vụ tốt | - Chất lượng phục vụ và thái độ phục vụ rất tốt, tận tình, chu đáo luôn sẵn sàng đáp ứng mọi yêu cầu chính đáng của khách | - Chất lượng phục vụ hoàn hảo, thái độ phục vụ tận tình, chu đáo, luôn sẵn sàng đáp ứng mọi yêu cầu chính đáng của khách. |